# Manshuk Mametova
Manshuk Zhiengalikyzy Mametova (en kazakh: Мәншүк Жиенғалиқызы Мәметова, Mänşük Jienğaliqyzy Mämetova; en rus: Маншук Жиенгалиевна Маметова; 23 d'octubre de 1922 – 15 d'octubre de 1943) va ser una militar del Kazakhstan que va esdevenir la primera dona asiàtica en obtenir el títol d'Heroïna de la Unió Soviètica.
Mametova va néixer en un petit poble del districte de Bokey Orda (Província del Kazakhstan Occidental). Filla d'un sabater, als 5 anys va anar a viure amb els seus tiets, que no tenien fills. El seu pare adoptiu, que va ser arrestat durant Gran Purga de finals dels anys 30, va encoratjar-la a estudiar medicina. Mametova va començar estudiant infermeria a Almati, mentre treballava al Consell de Comissaris del Poble de la República Socialista Soviètica del Kazakhstan. Més endavant es va apuntar a l'Institut Mèdic d'Almati per continuar-se formant.
Quan va començar la Operació Barba-roja, el 1941, Mametova va oferir-se com a voluntària per anar a lluitar al front, però la seva sol·licitud va ser denegada. Finalment, l'agost de 1942, Mametova es va poder unir a l'exèrcit, treballant inicialment com a administrativa, telegrafista i telefonista. Més endavant, com ella desitjava, va rebre formació militar, i va ser entrenada per esdevenir una ametralladora de la 3a armada de xoc. Gràcies a la seva destresa amb l'arma va ascendir ràpidament a "sergent senior".
En la seva primera batalla, Mametova va destacar per la seva habilitat tàctica. Aviat va esdevenir un fenomen mediàtic, essent esmentada sovint als diaris per la seva destresa i valor. Manshuk Manetova va morir el 15 d'octubre de 1945, en una batalla a Nével, a l'oest de la Unió Soviètica. Els soviètics havien aconseguit reconquerir el poble, però els alemanys van realitzar una sèrie de contraatacs. La posició on estava Mametova era estratègica, i hi va haver una batalla molt dura, en la qual va morir tot el seus companys, però aquest fet que no li va impedir continuar lluitant ella sola. Va quedar inconscient per una explosió enemiga, però així que es va refer va seguir disparant, fins a la seva mort. Hi ha estimacions que diuen que aquell dia va matar uns 70 soldats nazis.
Va ser condecorada amb el títol d'heroïna de la Unió Soviètica pòstumament, l'1 de març de 1944. Està enterrada a Nével, on hi ha un monument dedicat a ella. A Oral, capital de província del Kazakhstan Occidental, a més d'haver-hi també una estàtua i una casa-museu dedicades a ella, des de 2022, l'Aeroport Internacional d'Oral porta el seu nom. La seva figura també ha sigut motiu de poemes, històries i cançons, així com diversos segells commemoratius.

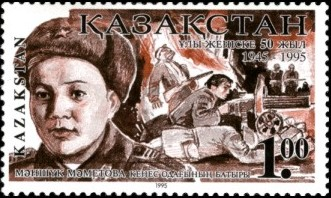
Segell del 1995 del Kazakhstan en el qual hi apareix Mametova
Segell del 2005 del Kazakhstan en el qual hi apareix Mametova
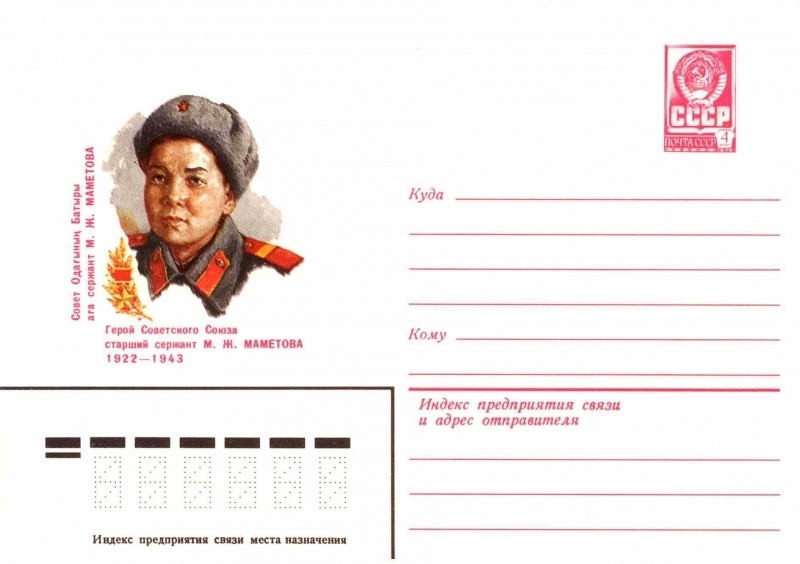
Sobre soviètic amb el retrat de Mametova